# Анна Магнуссон
Анна Магнуссон (швед. Anna Magnusson) — шведська біатлоністка, олімпійська медалістка
Срібну олімпійську медаль Магнуссон виборола в складі шведської естафетної четвірки в жіночій естафеті на Пхьончханській олімпіаді 2018 року.